# إريك أرودا
إريك أرودا هو لاعب كرة قدم برازيلي في مراكز نصف الجناح والهجوم، ولد في 10 ديسمبر 1997 في ريسيفي في البرازيل. لعب مع نادي فيتوريا ونادي ناوتيكو.

## وصلات خارجية
- إريك أرودا على موقع قاعدة بيانات كرة القدم.إي يو (الإنجليزية)
- إريك أرودا على موقع Soccerway.com (الإنجليزية)